# Almeidella
Almeidella é um gênero de mariposa pertencente à família Bombycidae.